# Burton Snowboards
Pour les articles homonymes, voir Burton.
Burton Snowboards Inc. est un équipementier sportif américain connu pour ses snowboards.
Burton produit des snowboards, des accessoires, des vêtements et des chaussures. 

## Historique
La marque est créée en 1977 par le snowboarder professionnel Jake Burton.
Jake Burton a quitté son travail à New York, à 23 ans, avec son épouse Donna, pour s'installer dans le Vermont,  y fabriquer des planches de snowboard sous cette marque et développer cette nouvelle discipline sportive,. Paraissent également sous cette marque des vêtements, chaussures et accessoires. 
La marque acquiert une notoriété mondiale, accompagnant l'émergence d'un nouveau sport. Ce sport trouve en effet de plus en plus d'adeptes, et avec cet engouement, une concurrence se développe aussi. « L’engagement indéfectible de Jake et Donna a fait du snowboard un sport légitime, qui a eu un impact considérable sur l’industrie des sports de neige ».
En 1998, le snowboard est reconnu comme discipline olympique.
Burton possède une équipe de Snowboarders professionnels. L'américain et champion olympique Shaun White appartenait à cette équipe et utilisait une fabrication Burton lors de sa victoire aux Jeux olympiques d’hiver de PyeongChang en 2018,.

## La Team
- Team Global :  Craig Kelly, Thibault Castille, Victoria Jealouse, Hannah Teter, Kelly Clark, Natasza Zurek, Shaun White, Terje Haakonsen, Mason Aguirre, Danny Davis, Jussi Oksanen, Jeremy Jones, Kevin Pearce, Trevor Andrew, Frederik Kalbermatten, Franck Keller, Anna Gasser, Nicolas Müller, Titouan Garcia, Paul Pasi, Alexandre Clouzard, Mark McMorris.